# Ashete Dido
Ashete Bekere Dido (Etiòpia, 17 d'abril de 1988) és una atleta internacional de llarga distància etíop especialitzada en mitja marató i en la marató.
Va guanyar la Marató de València en desembre de 2018 i va batre el rècord femení de la prova amb un temps de 2:21.13 en possessió des de 2016 de Valary Jemeli Aiyabei amb un temps de 2:24.48.
Té com a marca personal en mitja marató 1:10:36 assolit a Göteborg al maig de 2016.